# 加爾萬角

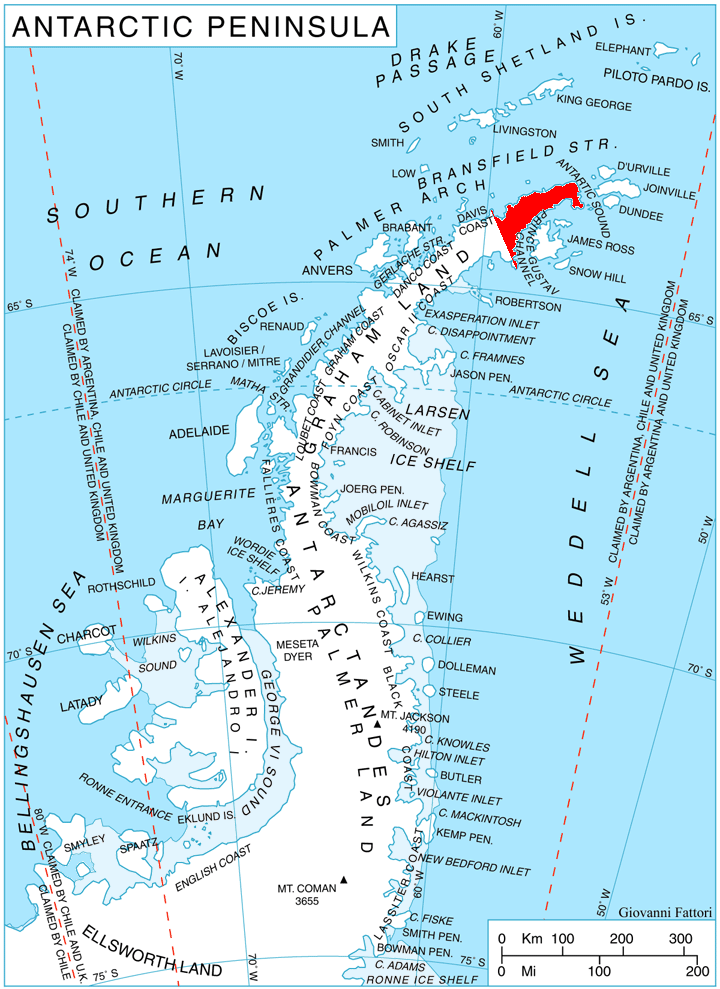

加爾萬角（英語：Garvan Point）是南極洲的海岬，位於葛拉漢地的特里尼蒂半島南岸，處於維尤角東北7.18公里、博伊爾角東北面5.82公里、卡默爾冰原島峰東南面8.68公里和卡爾迪納爾山西南面8.23公里，以保加利亞北部鄉鎮命名，現時由南極條約體系管理。

## 外部連結
- Trinity Peninsula. Scale 1:250000 topographic map No. 5697. Institut für Angewandte Geodäsie and British Antarctic Survey, 1996.
- SCAR Composite Antarctic Gazetteer（页面存档备份，存于）.

63°28′51″S 57°19′52″W / 63.48083°S 57.33111°W